# Idealismo alemán

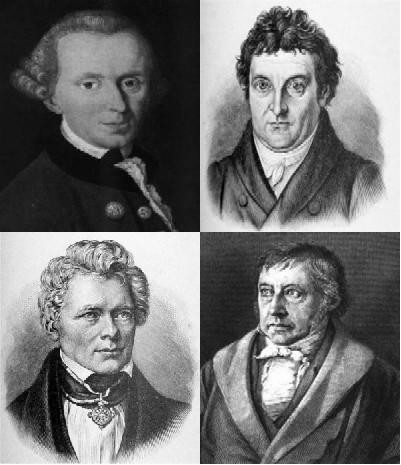
Los cuatro principales idealistas alemanes: Immanuel Kant (arriba a la izquierda), Johann Gottlieb Fichte (arriba a la derecha), Friedrich Schelling (abajo a la izquierda), Georg Wilhelm Friedrich Hegel (abajo a la derecha).

El idealismo alemán es una escuela filosófica que se desarrolló en Alemania a finales del siglo XVIII y comienzos del siglo XIX. El idealismo alemán distingue:
- El fenómeno (del griego fainomai mostrarse o aparecer) es el objeto en tanto que es conocido (como aparece frente a los sentidos y la inteligencia)
- El noúmeno (del griego noeo comprender o inteligir) es el objeto tal como sería en sí mismo (la cosa en sí)

El idealismo alemán surgió a partir de la obra de Immanuel Kant en los años 1780 y 1790, vinculado estrechamente con el Romanticismo, la Ilustración y el contexto histórico de la Revolución francesa y las posteriores guerras napoleónicas. Los principales pensadores del movimiento fueron, además del propio Kant: Fichte, Schelling y Hegel. Los tres últimos reaccionaron fuertemente al libro Crítica de la razón pura de Kant. También pertenecen a la escuela filósofos de talla menor, como Jacobi, Schulze, Reinhold y Schleiermacher.

## Contexto
En filosofía, el término idealismo designa las teorías que —en oposición al realismo gnoseológico— sostienen que la realidad extramental no es cognoscible tal como es en sí misma, y que el objeto del conocimiento está preformado o construido por la actividad cognoscitiva. Las distintas variantes de idealismo postulan distintos principios que modelan y conforman nuestra imagen del mundo de una manera determinada.
En las teorías del idealismo subjetivo o trascendental: la entidad en sí de lo real permanece en principio incognoscible - aunque la reflexión permita aproximarse asintóticamente a un conocimiento más refinado.
En las teorías del idealismo objetivo: esta doctrina epistemológica se complementa con la teoría metafísica de que el objeto conocido no tiene más realidad que su ser pensado por el sujeto; mediante la autoconciencia de este, la verdadera esencia del objeto se desvela como la actividad subjetiva de pensamiento como algo real y lo no abstracto.
Tal definición corresponde en concreto a Kant. No obstante Kant es al mismo tiempo materialista, pues contempla la existencia del mundo exterior, independientemente del hombre, cognoscible para este, aunque no en su totalidad: la (cosa en sí) es para Kant un residuo del materialismo. El objeto del conocimiento es conocer y ello no es una actividad exclusiva del hombre.

## Reacción individualista
Un aporte del idealismo alemán aplicable a nuestros días es: «La clase de filosofía que se elige depende de la clase de hombre que es». Tomando en cuenta esta frase se puede pensar que solo es aplicable a los seres humanos en edad adulta y es quizá, porque hasta entonces se adquiere una filosofía de vida, lo que se ha pasado por alto desde hace muchos años, es el hecho de que los mayores son un ejemplo para las nuevas generaciones por lo cual es importante que la manera de dirigirse en la sociedad sea un ejemplo de la filosofía que estos puedan replicar en la búsqueda de una sociedad productiva y humanista.